# Rancho Alegre, Alpatláhuac
Rancho Alegre är en ort i Mexiko.   Den ligger i kommunen Alpatláhuac och delstaten Veracruz, i den sydöstra delen av landet, 210 km öster om huvudstaden Mexico City. Rancho Alegre ligger 2 504 meter över havet och antalet invånare är 142.
Terrängen runt Rancho Alegre är kuperad österut, men västerut är den bergig. Terrängen runt Rancho Alegre sluttar österut. Runt Rancho Alegre är det tätbefolkat, med 331 invånare per kvadratkilometer. Närmaste större samhälle är Huatusco de Chicuellar, 18,1 km öster om Rancho Alegre. Omgivningarna runt Rancho Alegre är en mosaik av jordbruksmark och naturlig växtlighet.